# Tung Lum Nien Fah Tong
Tung Lum Nien Fah Tong is een Chinees-boeddhistischetempel in Fu Yung Tsuen, Tsuen Wan District, Hongkong. Chuk Lamtempel ligt er vlakbij.
De tempel is in 1952 gesticht door de bhikkhu Ding Sai Faat Si (定西法師). De tempel werd verwoest door grote regenval. In 1998 werd de tempel herbouwd. De tempel bestaat uit: een Zuiver Landhal (Guanyinhal op de begane grond en Hal van Sakyamuni Boeddha, Ksitigarbha, Guanyin en Achttien Arhats op de eerste verdieping) en een bejaardentehuis voor boeddhisten.
In 2003 werden twee bhikkhu's van de tempel op het tempelterrein 's avonds vermoord.

## Nabijgelegen tempels
- Nam Tin Chuktempel
- Chuk Lamtempel